# Pathologic
Pathologic (conocido en Rusia como Мор. Утопия) es un galardonado videojuego de terror psicológico desarrollado por el estudio ruso Ice-Pick Lodge. Fue publicado en Rusia y otros países de la CEI por Buka Entertainment el año 2005. El juego fue publicado en el Reino Unido el 18 de agosto de 2006 por G2 Games. El videojuego es considerado un videojuego de culto y uno de los títulos de terror psicológico más experimentales de su género.

## Sinopsis
El juego trata de tres personas, que se conocen sobre todo por sus apodos: dos hombres, Bachelor (Бакалавр), Haruspex (Гаруспик) y una niña apodada Changeling (Самозванка). Cada uno de ellos trata de descubrir el origen de una extraña enfermedad letal conocida como la "plaga de arena" que ha caído sobre una pequeña ciudad. Aunque se puede jugar como cada uno de ellos, sólo hay un argumento, que es visto desde diferentes puntos de vista dependiendo del personaje elegido. La capacidad para descubrir algunos de los secretos depende de qué personaje se está controlando, además de la interacción de los otros protagonistas con personajes no controlables (NPCs) del juego.
El juego tiene lugar en un mundo en perpetuo cambio durante un lapso de tiempo de 12 días. A lo largo de cada día se reciben misiones de NPCs, sin embargo, el juego continúa sin importar si dichas misiones se realizan o no. Exactamente a la medianoche de cada día, las misiones incompletas se borran de la agenda.
Cada día del juego presenta múltiples misiones que el jugador deberá completar. Las misiones principales deciden si uno de los personajes relacionados con los protagonistas (los "Bound") va a morir, y las misiones secundarias pueden recompensar al jugador con dinero u objetos. Completar las misiones principales es imprescindible para descubrir los secretos de la ciudad, ya que los personajes que podrían revelar información importante más adelante pueden morir antes de tiempo.
Además de tratar de descubrir los secretos de la ciudad, el jugador tiene otra meta: sobrevivir hasta el final de los 12 días mediante el equilibrio de los distintos recursos dentro de las fluctuaciones de la economía del juego, lo que representa la naturaleza de "oferta y demanda" en una ciudad en cuarentena. 
En las afueras de la ciudad, hay un gran edificio llamado Polyhedron (Многогранник), una estructura geométricamente imposible, usada como fortaleza por los niños. En el lado opuesto se encuentra una montaña siniestra llamada el Matadero, con el Colmenar, un proyecto de vivienda comunal, al lado de él. Todos los distritos y los principales edificios de la ciudad llevan el nombre de diversas partes de la anatomía animal.

## Equipo The Ice-Pick Lodge
- Nikolai Dybowskiy - El diseñador del juego y guionista
- Airat Zakirov - Director técnico
- Aleksey Bakhvalov - Programador
- Iliya Kalinin - Director de arte
- Evgeniya Dashina - Artista principal
- Irina Kapitonova - Artista
- Peter Potapov - Diseñador 3D
- Ekaterina Romashkina - Animador 3D
- Vyacheslav Goncharenko - Modelador 3D
- Vlad Ermakov - Modelador 3D
- Andriesh Gandrabur - Compositor de música y técnico de sonido

## Recepción
Pathologic fue bien recibido por la crítica en Rusia, ganando los cinco premios más importantes de dicho país. Sin embargo, su acogida en los países de habla inglesa ha sido variada, siendo alabado por su notable atmósfera y concepto original, mientras que fue igualmente criticada por su pobre traducción, sus gráficos anticuados y por tener un desarrollo lento.
Desde el lanzamiento, el juego se ha convertido en un clásico de culto, que llevó a "Rock, Paper, Shotgun" a escribir un artículo de 3 páginas sobre el juego y lo describió como "el mejor juego y más importante que nunca has jugado". Ice-Pick Lodge ha expresado su interés en la creación de un grupo financiado para el remake del juego.

## Segunda traducción
En los foros oficiales de Ice-Pick Lodge, una nueva traducción de la versión en Inglés de los miembros del foro se ha estancado desde 2010.